# Зв’язування імен
У мовах програмування зв'язування імен — це об'єднання сутностей (даних та/або коду) з ідентифікаторами. Кажуть, що ідентифікатор, прив'язаний до об'єкта, посилається на цей об'єкт. Машинні мови не мають вбудованого поняття ідентифікаторів, але зв'язування імен до об'єктів як послуга та нотація для програміста реалізуються мовами програмування. Зв'язування тісно пов'язане з областю видимості, оскільки область визначає, які імена прив'язуються до яких об'єктів — у яких місцях у програмному коді (лексично) і в якому одному з можливих шляхів виконання (тимчасово).